# Niederlenz
Niederlenz (toponimo tedesco) è un comune svizzero di 4 754 abitanti del Canton Argovia, nel distretto di Lenzburg.

## Geografia fisica
Niederlenz ha una superficie, al 2009, di 3,3 km2 (1,3 km2). Di quest'area, 0,97 km2 (0,37 km2) o il 29,4% è utilizzato per scopi agricoli, mentre 0,85 km2 (0,33 km2) o il 25,8% è boscoso. Del resto del territorio, 1,43 km2 (0,55 km2) o il 43,3% sono abitati (edifici o strade), 0,02 km2 (4,9 acri) o lo 0,6% sono fiumi o laghi e 0,01 km2 (2,5 acri) o lo 0,3% sono terreni improduttivi.
Dell'area edificata, gli edifici industriali rappresentano il 5,5% dell'area totale, mentre le abitazioni e gli edifici rappresentano il 22,7% e le infrastrutture di trasporto il 9,4%. Le infrastrutture elettriche e idriche e le altre aree speciali sviluppate costituiscono il 3,0% dell'area, mentre i parchi, le cinture verdi e i campi sportivi rappresentano il 2,7%. La superficie forestale è interamente coperta da foreste pesanti. Il 23,9% dei terreni agricoli è utilizzato per le coltivazioni e il 4,8% per i pascoli. Tutta l'acqua del comune si trova in fiumi e torrenti.
Il comune si trova nel distretto di Lenzburg, lungo il torrente Aabach e sulla terrazza vicina. È costituito dal villaggio lineare di Niederlenz.

## Storia
Il centro del villaggio deriva da un insediamento della media età del bronzo e da una fattoria di epoca romana. Tuttavia, il moderno villaggio di Niederlenz viene menzionato per la prima volta nel 924 come de Lencis. Nel 1261-64 è menzionato come Nider-Lenz. I diritti di alta giustizia furono detenuti da Schloss Lenzburg fino al 1433, quando questi diritti, insieme a quelli di bassa giustizia, furono acquistati da Berna. In seguito, i diritti di bassa giustizia tornarono ai quattro villaggi di Niederlenz, Hunzenschwil, Rupperswil e Staufen. Nel 1480 il villaggio fu incorporato con un governo locale. Il mulino del villaggio fu costruito prima del 1461 e fu impegnato da Hans Heinrich di Rinach e poi venduto nel 1486 a Hans von Hallwyl. Per generazioni è stato in possesso della famiglia Kull. 
Originariamente faceva parte della parrocchia di Staufberg. Nel 1949 il villaggio ha ottenuto una propria chiesa e nel 1990 è diventato una propria parrocchia.

## Monumenti e luoghi d'interesse

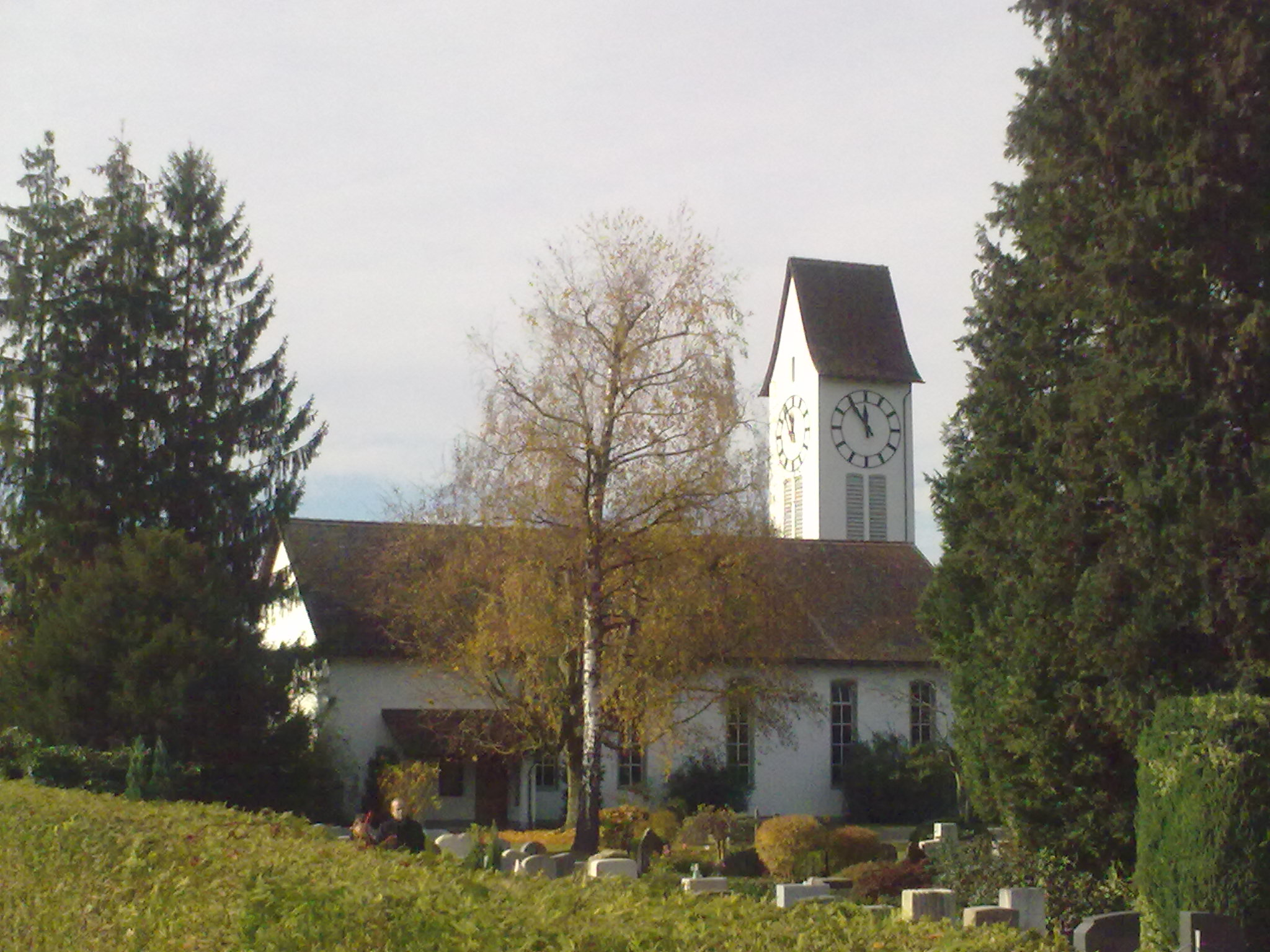
La chiesa riformata

- Chiesa riformata, eretta nel 1949[2].

## Società

### Evoluzione demografica
L'evoluzione demografica è riportata nella seguente tabella:
Abitanti censiti

## Amministrazione
Ogni famiglia originaria del luogo fa parte del cosiddetto comune patriziale e ha la responsabilità della manutenzione di ogni bene ricadente all'interno dei confini del comune.